# Hidroxilbastnäsita-(La)
La hidroxilbastnäsita-(La) és un mineral de la classe dels carbonats. Rep el seu nom de la seva localitat tipus, les mines de Bastnäs (Suècia), més el prefix hidroxil a causa del predomini del radical hidroxil sobre el fluor, més el sufix "-(La)" per la dominància del lantani en la seva composició.

## Característiques
La hidroxilbastnäsita-(La) és un carbonat de fórmula química ideal La(CO₃)(OH). Va ser aprovada com a espècie vàlida per l'Associació Mineralògica Internacional l'any 2020, i va ser publicada a la revista internacional Mineralogical Magazine per Igor V. Pekov et al. en el mes de novembre de 2024 amb el títol «Hydroxylbastnäsite-(La), an ‘old new’ bastnäsite-group mineral». Cristal·litza en el sistema hexagonal. La seva duresa a l'escala de Mohs és 4. És l'anàleg amb lantani de la hidroxilbastnäsita-(Nd) i la hidroxilbastnäsita-(Ce), i l'anàleg hidroxil de la bastnäsita-(La). Va ser descoberta als dipòsits de bauxita de Nissi (Lokris, Grècia).
Segons la classificació de Nickel-Strunz, la hidroxilbastnäsita-(La) pertany a «05.BD: Carbonats amb anions addicionals, sense H₂O, amb elements de terres rares (REE)» juntament amb els següents minerals: cordilita-(Ce), lukechangita-(Ce), zhonghuacerita-(Ce), kukharenkoïta-(Ce), kukharenkoïta-(La), cebaïta-(Ce), cebaïta-(Nd), arisita-(Ce), arisita-(La), bastnäsita-(Ce), bastnäsita-(La), bastnäsita-(Y), hidroxilbastnäsita-(Ce), hidroxilbastnäsita-(Nd), parisita-(Ce), parisita-(Nd), röntgenita-(Ce), sinquisita-(Ce), sinquisita-(Nd), sinquisita-(Y), thorbastnäsita, bastnäsita-(Nd), horvathita-(Y), qaqarssukita-(Ce) i huanghoïta-(Ce).

## Formació i jaciments
Va ser descrita a partir de mostres recollides a Mochalin Loga, a l'óblast de Txeliàbinsk, i al massís alcalí-ultrabàsic de Vuoriyarvi, a l'óblast de Múrmansk, tots dos indrets a Rússia. També ha estat descrita en altres indrets de Rússia, així com a l'Índia, el Canadà, Namíbia, Grècia, Eslovàquia i Noruega.